# Hohe Berge
Hohe Berge ist der Titel eines im Jahre 1982 erschienenen Liedes der deutschen Sängerin Frl. Menke.

## Entstehungsgeschichte
Die Neue Deutsche Welle erreichte ab 1981 ihren ersten kommerziellen Höhepunkt. In jenem Jahr hielt sich Franziska Menke, wie sie bürgerlich noch hieß, im Tonstudio ihres Vaters auf. Vater und Musikproduzent Joe Menke betrieb im Keller der Familien-Wohnung ein kleines Tonstudio mit 16-Spurtechnik (Studio Maschen in Seevetal; Inhaber heute: Alexander Menke). Franziska begann zunächst experimentell das Intro auf der Gitarre zu spielen, vorerst entstand ein englischer Arbeitstitel und -text. Harald „Harry“ Gutowski, Bassist bei Joachim Witt (Goldener Reiter), beflügelte sie, einen deutschen Text zu schreiben. Franziska begann, zusammen mit Gutowski einige mit Bergen und Bergsteigen assoziierte Begriffe zusammenzustellen und zu kommentieren (Sessellift, Bergstation, Edelweiß, La Montanara, Luis Trenker). Die Musik stammt von Franziska Menke, den Text schrieb sie gemeinsam mit Harald Gutowski. Franziskas Stimme wurde schließlich im Tonstudio mit einem Stimmen-Overdub über die Musikspur gelegt. Auf ähnliche Weise entstanden noch drei weitere Songs, die von Polydor zur EP Hohe Berge zusammengestellt wurden, alle im Musikverlag ihres Vaters (Edition Joe Menke) publiziert.

Frl. Menke – Hohe Berge

## Veröffentlichung und Erfolg
Polydor plante zunächst, den Titel Komm, Computer als Single aus der EP auszukoppeln. Aufgrund des regionalen Airplays entschloss sich das Label jedoch für die Single Hohe Berge / Du mußt mein Zufall sein (Polydor #2042 390), die im April 1982 veröffentlicht wurde.
Der Titel gelangte am 31. Mai 1982 in die deutsche Hitparade und erreichte am 9. August 1982 als höchste Platzierung Rang 10, den sie für eine Woche belegte. Für Gutowski war es der erste Hit als Musikproduzent. Am 5. Juli 1982 präsentierte die nunmehr unter dem Künstlernamen „Frl. Menke“ auftretende Sängerin ihren Titel im kurzen Dirndl, optisch passend zum Text, in der ZDF-Hitparade. Auch Markus konnte seinen Hit Ich will Spaß am selben Abend vorstellen. Die ZDF-Hitparade hatte anfangs versucht, die Neue Deutsche Welle zu ignorieren, konnte sich jedoch dem Popularitätsdruck nicht länger entziehen. Insgesamt wurde die Single Hohe Berge 2,5 Millionen Mal verkauft und gehört damit zu den erfolgreichsten Titeln der NDW.

## Titelliste
7″-Single:
1. Hohe Berge
2. Du mußt mein Zufall sein

12″-Maxi-EP:
1. Hohe Berge
2. Komm, Computer
3. Fürstenhochzeit im Exil
4. Du mußt mein Zufall sein

## Weblink
Hohe Berge bei Discogs